# Вила-Шан-ду-Маран
Вила-Шан-ду-Маран (порт. Vila Chã do Marão)  —  населённый пункт и район в Португалии,  входит в округ Порту. Является составной частью муниципалитета  Амаранте. По старому административному делению входил в провинцию Дору-Литорал. Входит в экономико-статистический  субрегион Тамега, который входит в Северный регион. Население составляет 1078 человек на 2001 год. Занимает площадь 6,61 км².